# DD北斗の拳
『DD北斗の拳』（ディーディーほくとのけん）は、武論尊・原哲夫（原案）、カジオ（作画）、による日本の漫画作品。『月刊コミックゼノン』（ノース・スターズ・ピクチャーズ）にて、創刊号の2010年12月号から2016年8月号まで連載。『北斗の拳』をベースにしたギャグ漫画である。「DD」は「Design Deformation」（デザイン・デフォルメーション）の略。

## 解説
『北斗の拳』の世界が発生するきっかけとなった「199X年の核戦争」が起きなかったパラレルワールドを舞台とし、ギャグ漫画として描かれている。ケンシロウをはじめとした拳士たちはギャグであることを象徴するかのように二頭身のデフォルメキャラとして描かれているのが特徴だが、たまにリアルタッチの姿で描かれる。作中では、『北斗の拳』のセリフやシーンがパロディとして多数使用されており、作中の店名などの固有名詞も原作に登場する名前から多数引用されている（スーパーマーケット「スーパーGOLAN」、居酒屋「修羅の国」など）。「世紀末」（すなわち原作の世界観）に対応する語として「現代」「21世紀」の語が用いられる。
なお本作連載前の2008年、『北斗』25周年を記念して本作と同じコンセプトのFlashアニメ『DD北斗之拳』が製作（2011年に関西テレビ『アニメわ〜く!』やTwellVにて放映実績あり。また、2012年にはDVDソフトとして発売）されている。カジオはこの作品の監督を務めており、『ゼノン』掲載作はこのFlashアニメをベースとしているが、本作のアニメ版とは別物である。
TVアニメシリーズ『北斗の拳』、『北斗の拳2』のケンシロウの声を担当していた神谷明は本作にも登場しリュウケンの声を担当している。『北斗の拳 イチゴ味』も含めて基本的にケンシロウを演じないが、二期第12話の「ひでぶなクイズでおシアワセ」では間違いさがしで正誤の正のケンシロウを演じた。

## あらすじ
西暦199X年、地球は核の炎に包まれ……ることがなかった…。平和な世の中では北斗神拳は役に立たず…。

### 北斗乃拳あらすじ
ケンシロウはアルバイトに明け暮れてアパート暮らし、トキは接骨院を経営。ラオウは建設現場で働いていた。三兄弟は合コンにアツくなり、強敵（とも）たちもまた、ホストや建設会社経営、極道にストリートアーチストなど、それぞれ違う分野で平成の時代をアツく生きていた。

### アニメ版あらすじ
それぞれ独立した作品となっており、第1期はコンビニ「リュウリュウケン」、第2期は「世紀末学園」という学校が舞台になっている。

#### 第1期
“世紀末救世主”（になる筈だった）ケンシロウは仕事を得てもすぐクビになり、捨て猫のフリをして拾われるのを待つよりなかった。それを可愛いモノ好きの少女リンに拾われる。同じく、犬と兎に化けて拾われていた“世紀末覇者”（になり損ねた）ラオウ、「死兆星」に魅入られた男（だがしぶとく生きている）トキの兄たちと再会する。阿佐円寺商店街にある寂れたコンビニ「リュウリュウケン」でリンの父親、キリュウ ケンジロウさん（通称リュウケン）に北斗神拳継承者の座（他人の空似をいいことに勝手に言っている）と正バイト採用を認めさせるべく兄弟のバトルが始まる。三人は街にはびこるヒャッハーな人々をシメ、心を捧げるユリアへの愛を取り戻すため日夜奮闘するのであったが、当面の宿を確保するため正バイトでツッコミ役のバットが暮らすボロアパートに転がり込み、4人暮らしを始めるのだった。

#### 第2期
「世紀末」を求めてさすらうケンシロウがたどり着いたのは「世紀末学園」という名前の学校。ケンシロウはここに通うリンに転校生と間違われ、連れられて行った。 
第1期とは直接的な続編ではなく「学園もの」として変更されており、他作品のパロディネタもふんだんに使われている。

## 登場人物
詳しくは当該項目、あるいは北斗の拳の登場人物一覧を参照。声の項はFlashアニメ版 / テレビアニメ版の声優の順。1人しか記載がない場合はテレビアニメ版の声優を記載する。
ケンシロウ
声 - 古賀一史 / 立花慎之介
【DD北斗之拳】原作同様、北斗神拳の伝承者だが、平和な世の中では北斗神拳は全く役に立たないため、フリーターとして様々なアルバイトで生計を立てている。
趣味は合コン。「おとうさんといっしょ」の視聴者であり、仕事と金の無い日はアパートで「フドウ・ザ・南斗キャンプ」にふけっている。
【漫画版】原作同様、北斗神拳の伝承者。第1話で、数々のバイト面接に落ち続けた後、リンに拾われてバットと同じコンビニでバイトを始める。
会計の際にレジを北斗百裂拳で破壊してしまうなど問題が多いが、何とかクビにならずにすんでいる。胸の7つの傷はBCGワクチンの痕。破った服は自分で縫って直している。
【アニメ版(第1期)】北斗神拳の正式な伝承者にはなっておらず、年収がユリアを養うに見合わず「必ず迎えに来る」と約束したが、待つ間にユリアは栄養失調で行き倒れていたところをシンに救われる。コンビニ「リュウリュウケン」のバイト正式採用権（と正統伝承者の座）、ユリアを廻って兄弟たちと争うが、万引き犯を北斗神拳で撃退するくらいしか仕事が出来ないうえ、リュウケンが優柔不断なのでいつまでたっても決まらない。住む家もないため、兄弟揃ってバットの部屋に居候している。
基本的に寡黙で真面目かつ、曲がったことが大嫌いな性格だが、ひたすら修業に明け暮れていたせいもあって世間知らず。また兄のトキ同様にラオウの危機には腹黒さを垣間見せる。時折北斗神拳を用いた秘孔技術であり得ないことを仕出かしてしまう。兄弟3人での平和な生活を結構楽しんでいる。
酒に弱いらしく、第24話では間違えてハイボール一缶を飲んで泥酔状態に陥り、人だろうが物だろうが手当たり次第に秘孔を突きまくる騒ぎを起こしてリュウリュウケンをカオス状態に陥れた。さらにはシンに絡みまくり、挙げ句に「強敵（とも）」と呼ぶなどしてシンの心を弄ぶ。
【アニメ版(第2期)】"世紀末"を探しに商店街をさまよっていたが、リンに世紀末学園へ仮入学させられる。真面目で世間知らずなのは第1期と相変わらず。
トキ
声 - 関智一
原作では死の灰を浴びたが、ここでは原因不明の病にかかっているという設定。作中で何度も吐血し、死にそうになるが、しばらくすると何事もなかったようにケロリとしている。
【DD北斗之拳】北斗神拳を医の道に役立てようと、整骨院に勤務している。白髪はファッションで染めているだけ。ブタクサの花粉症が悩み。
【漫画版】ここでも原因不明の病にかかっている。そのため、なかなかバイトが決まらず、三兄弟の中で唯一の無職。北斗神拳を医の道に役立てようとするが、医師免許も金も無いため挫折。また「見守る愛」と称して、ユリアに対しストーカー紛いの行為をするなど、原作における常識人の要素は皆無である。
【アニメ版(第1期)】コンビニ「リュウリュウケン」のバイト正式採用権獲得のためケンシロウやラオウと争っている。29歳。根は悪くないが、少々姑息でずる賢い所があり、他2人の失敗を好機と見ては伝承者の座やバイトの採用権をちゃっかり貰おうとするなど、抜け目のなさや腹黒い面をしばしば見せる。他の2人にくらべ頭はよく回る方だが、それでもかなりズレている。
相変わらず原因不明の病にかかっており、ことあるごとに何度も咳き込んで吐血する（本人は「風邪」だと言い張る）。そのくせ健康マニアであり、コウリュウのアドバイスでダイエットや筋トレに成功した後は毎朝のジョギングを日課としている。
【アニメ版(第2期)】ラオウと共に第3話から登場。アニメ版第1期と同じ外見だが、頭の装飾具は「商」の文字が書かれた「世紀末バンダナ」に変更されている。闇商売をして儲けていた商人だったが、真っ当な商売に転向するために学歴を必要とし、ラオウと共に「世紀末学園」を訪れる。第1期よりも吐血する場面は少なくなったが、代わりに付ける商品や道具の価格に軽蔑する言葉を掛けるなどずる賢さが増している。ケンシロウ･ラオウ･ジャギにくらべコミカルなギャグや行動､発言が多い。またタネもみ先生に殴り倒されたり、トヨに火炎放射器で燃やされた後ダイナマイトで吹き飛ばされるなど、死にかけるような酷い目にあうことも多い。時折関西弁でしゃべる。
ラオウ
声 - 武虎 / 一条和矢
性格は原作とほぼ同じだが、どの場面においても常に上半身裸で過ごしている。
【DD北斗之拳】工事現場（主に環状八号線）で「建王」として働く。合コンでは「あなたが一番ズレている」とトキに指摘され、「わが生涯に一片の悔いなし!」と叫んで女性から敬遠され、黒王号は借金の担保でサウザーに奪われるなど、何かにつけて不運に見舞われている。
【漫画版】原作同様世紀末覇者になる野望を持っている。外出の際は常に愛馬の黒王に乗っている。第3話でバットと同じ建設現場で働き始める。尊大な態度ゆえにクビになりそうになるが、北斗神拳の強大な力を見せつけ、現場を支配してしまう。重機も使わず素手で瞬時に大規模な工事を完遂させてしまうため、「拳王」ならぬ「建王」として現場の作業員たちに崇め奉られるようになる。手先は器用で、玉座を自作している。プールではいつも以上に着込むが、実はカナヅチで泳ぎは苦手。他キャラと比較するとリアルタッチで描かれるシーンが多い。
【アニメ版(第1期)】コンビニ「リュウリュウケン」のバイトに正式採用してもらうため兄弟たちと争っている。極度の知ったかぶり、尊大かつ横柄な態度、感情の起伏が激しいなど、なにかと騒がしい筋肉バカ兄貴。根が単純で騙されやすく、周囲におだてられ乗せられたりトキに体よく利用されることも多い。人情話に弱く「このラオウにもまだ涙が残っておったとは…」と言いながらよく泣く。また、何かにつけて自らを「○○の覇王」と名乗って虚勢を張る。漫画版同様にカナヅチである。本気を出した際だけヘルメットを持ち出す。嫌いな食べ物はネギ。
リュウケンには当初は普通に名前で呼ばれていたが、途中から「ぬはは君」と呼ばれるようになり、三人の中で一番嫌われている。また、原作と漫画版ほどの威厳を持ち合わせておらず、最終話でユリアが質屋のおやじにさらわれる原因を作った際にはケンシロウ、トキ、シンから蹴りを食らっていた。
【アニメ版(第2期)】トキと共に第3話から登場。学歴を必要としているトキに誘われ、一緒に「世紀末学園」を訪れた。ケンシロウ同様性格などは第1期とまったくぶれていない。第12話でトウと結婚した。
バット
声 - 篁莎耶 / 森嶋秀太
【DD北斗之拳】義妹のリンと共に、拳士達の行く先々で様々なバイトをしている。拳士達が奥義を使うとすぐさま解説をする。
【漫画版】貧乏な大学生。専攻は経済学だが、同時に児童心理学も履修している。生活費を自分で稼ぐため、さまざまなバイトを掛け持ちしているが、たびたび拳士とのトラブルに巻き込まれる。ケンシロウの隣の部屋に住んでいる。苦労人かつ常識人で、作中でのツッコミ役をほぼ1人で担っている。拳士達から多大な迷惑を被っており、関り合いたくないと思っているが、心ならずも彼らと行動し面倒を見ることが多い。ケンシロウが携帯電話を持っていないため、ユリアとの連絡の仲介をしているが、そのせいで余計な苦労も背負うことになる。
【アニメ版(第1期)】コンビニ「リュウリュウケン」のたった1人の正式なバイト店員。あべし大学の大学生。原作序盤ではリンと共に巨漢を誇る登場人物達と比べて実際の身長よりもチビに見えていたが、本作では逆に北斗三兄弟などリュウケンを除くメインの登場人物たちより背が高い。リンの彼氏で週末はデートする仲だが当の彼女からはケンシロウとの二股を仄めかされている。また、リュウケンには交際自体認められておらず、発覚すると時給が下げられる。漫画版と違ってバイトの掛け持ちはしていないが、貴重なツッコみ役として店に欠かせず、ボケだらけの周囲に何かと振り回されている。名前が「バット」である故か、彼がツッコミを入れるたびにバッティング音が鳴る場合がある。基本的に真面目だが、店が暇な時にケンシロウ達と人生ゲームをして遊んでいることもある。
勝手に自分の部屋に居候してきた三兄弟の世話役であり、毎日ケンカばかりする彼らに激怒して追い出したこともあったが、食事も4人分作るなど、面倒見は良い。
【アニメ版(第2期)】世紀末学園2年もみ組の生徒。ツッコミ担当で、学園内の数少ない常識人。ケンシロウが出現するまでは他のモブ生徒と同じく灰色1色の存在だった。
リン
声 - 古都絢 / M・A・O
【DD北斗之拳】バットの義理の妹。バットと共に拳士達の行く先々で様々なバイトをしている。
【漫画版】ケンシロウとバットがバイトしているコンビニの店長の娘で高校生。バイト面接に落ち続けて困窮したケンシロウを拾って実家のコンビニで働かせることに決めた。順応が早く、ケンシロウたちの世間の常識からかけ離れた言動を普通に受け入れている。ケンシロウのことを慕っており、ユリアとはライバル関係にある。本人に自覚は無いが大食い。『北斗の拳イチゴ味』のファン。『おとりよせ王子 飯田好実』の主人公である飯田のフォロワーである。
【アニメ版(第1期)】リュウケンの娘で、バットとは幼馴染み。性格は今どきの女子高生風で、漫画版よりもノリが良く活発。「可愛いもの」が好きで、道端に捨てられているのを見るとよく拾ってくるが、美的感覚がかなりおかしい。黒王号と同様のスピードで走ることができ、ケンシロウ達の行動を見聞きしている内に秘孔の技術を何となく身に付けてしまうなど、ギャグアニメということもあって型破りな行動に出ることが多い。基本的にはバットとの会話でボケ倒すがたまにツッコミに回ったり、ナレーターの口調を真似てみたりと自由。また、電柱だろうが最終兵器だろうがスイッチを切って沈黙させる。
前述通りで基本的にバットの彼女だが、リュウケンが怒るので上手くはぐらかしている。シンが毎回全裸白ボカシでも特に興味は示さないが、サウザーに技を返されたケンシロウが全裸になったときは広げた指の間からガン見していた。
【アニメ版(第2期)】 学園長リュウケンの娘。2年もみ組の生徒で、バットとはクラスメイト。ケンシロウを世紀末学園を変える救世主として、半ば強引に学園に誘った。第1話・第2話ではケンシロウの名前を聞き間違えたのか「キンシチョウ」と呼んでいた。名前が「リン」である故か、彼女がツッコミを入れたり、喋るときは鈴の音が鳴る場面がある。
ユリア
声 - 堀江由衣
【DD北斗之拳】クラブ「南斗」で働くフリーのママ。「南斗六聖拳・最後の将」の甲冑を着こんでいる。乱世プレイが趣味。
【漫画版】売れっ子の女優。ケンシロウの恋人だが、ラオウやトキ、シンなど多くの男の愛を一身に集める。原作のユリアが身に纏っていた「南斗六聖拳・最後の将」の甲冑（総重量50kg）を、私服として着込んで町中を平然と歩いている。演技力は卓越しており、何も無い場所でもひとたび演技をするだけで周囲の人には舞台が見えるようになる。リンとはケンシロウをめぐるライバル関係にあり、顔を合わせる度に火花を散らしている。本気で怒らせると鬼のような形相で全身に闘気を纏い、小規模な核爆発が発生してしまうほどの力を発揮する。また、ケンシロウさえ恐れるほど料理が下手である。
【アニメ版(第1期)】スナック「ゆりあ」のママ。ケンシロウの年収が「それなりに」安定するまで彼を待つ約束をしている。店は大抵の場合留守にしており、彼女の等身大人形は頻繁に登場するが、それ以外では回想・夢・妄想シーンでの登場が多く、本人がケンシロウ達と直接絡むシーンはほとんど無い。やけに小さな文字を書く。
歌うのが好きで温和な性格だが、極度の方向音痴なうえに騙されやすく、少々天然ボケな所がある。北斗三兄弟とシンの4人で密かに争奪戦が展開されている。
第26話では質屋のおやじに騙されて「南斗六聖拳・最後の将」の甲冑を模した用心棒ロボットを着せられ、三兄弟やシン達と強制的に闘わされてしまうが、最終的にはケンシロウ（とリン）によって救われた。
【アニメ版(第2期)】「世紀末学園」の保健室を受け持つ養護教諭。鼓動フェチな永遠の17歳。第1期よりも本人が登場することが多く、コミカルな性格となっている。北斗三兄弟とは彼らが幼稚園の頃に出会った。
黒王号
声 - 湯澤幸一郎（第1期）、高橋伸也（第2期）
【DD北斗之拳】ラオウの借金の担保としてサウザーに引き取られた後、その圧倒的な馬力を活かし「ブラックキング」の名で競馬界で活躍し、充実した日々を送る。
【漫画版】ラオウの愛馬。ラオウの体型に合わせてか、普通の馬よりも小さい。ラオウが外出時によく乗り、建設現場、プール、銭湯にもついてくる。
【アニメ版(第1期)】ラオウに呼ばれるとどこからともなくやってくる。5人乗り状態でも猛スピードで走れる怪力の持ち主。普段は時速80キロで走り抜くことができるらしい。
かつて馬肉屋で食肉加工されそうだったところ、そんな境遇を憐れんだラオウが半ば強引に馬肉屋から譲り受けた。そのため彼とは友達以上の深い絆で結ばれており、ラオウが危険な目に遭わされそうになると何としてでも助け出そうと躍起になる。
ギャグアニメということもあって妙に人間臭い挙動を見せることが多く、仕事ぶりはまじめで接客も丁寧で財務管理までできるなど、三兄弟よりも優秀な面を見せ、リュウケンから信頼されている。また、普段は「ヒヒーン」としか鳴かないが、実はその気になれば流暢に人語を喋れる。ケンシロウやトキやバットはこれに驚愕した。さらに普段は四足歩行で走るが、二足歩行で動くことも多い。
ラオウ以外に、原作同様ジュウザやバットを騎乗させたこともある。
【アニメ版(第2期)】ラオウが本気を出したときにのみ登場。人語も普通に喋る。第1期に比べ出番は大幅に減少した。
リュウ
声 - 矢島晶子
【アニメ版(第2期)】リュウケンが殺害されたと思われた時に突然現れた自称名探偵の少年。ケンシロウには懐いている一方、原作では父と叔父にあたるラオウとトキは嫌っている。
リュウは原作末期に登場する主要登場人物であるが、テレビアニメでは本作が初登場となった。
ジャギ
声 - 松本ヨシロウ（第1期）、矢部雅史（第2期）
【DD北斗之拳】暴走族「ZEED」の総長。ガソリンを3リットル入れ逃げし、指名手配されている。
【漫画版】ケンシロウ達と馬が合わず、家を出て非行の道に走る。自分を差し置いて北斗神拳の伝承者となったケンシロウを逆恨みし、様々な悪事を働いてケンシロウに罪をなすりつけようとするが、小心者なため大したことはできず、よく警察沙汰になっている。原作と同様ヘルメットで顔を隠しているが、それはケンシロウに対して使うつもりだった吹き針に付着させた毒を誤って口に含んでしまい、それ以来くすみやたるみなど肌のトラブルに悩まされるようになったためである。手に持っている銃はモデルガン。金が欲しい時は、ヤクを売りさばく（実態はヤクルト飲料販売のアルバイト）。キャンプ場で落ち武者にとり憑かれた際、三兄弟達に散々どつかれた影響で幽体離脱できるようになった。
【アニメ版(第1期)】第1話から登場しているが、他の三兄弟は北斗四兄弟を自称しているものの、ジャギの存在は完全に忘れ去っている。基本的に出オチ担当。ナレーターからの扱いもぞんざい。
元々三兄弟と共に修行していたが、実力は彼らに遠く及ばず、三兄弟の修行の際に発生した強風に巻き込まれた影響で頭が禿げてしまい、ヘルメットを着用するようになる。
第4話以降は「リュウリュウケン」の入口の横でホームレス生活を送るようになった。食卓を段ボール箱で自作し、ご飯を食べているシーンが多い。漫画版と違い自ら進んで悪事を行わず、4兄弟の中では比較的まともな性格をしている。
第16話では主役を飾り、弱いながらも（成り行きで）ストーカーや誘拐などの被害から身を呈してアイリを守り、異様に深い水溜りや植木に巻き込まれたアイリを助けるなどの活躍を見せた。なお、ヘルメットの中の素顔は、声に似合わずつぶらな瞳の可愛い顔である。最終回ではユリアロボの前に役立たずだったラオウ、トキと違いヘッドバットで二度ヘルメットを飛ばす活躍を見せている。
【アニメ版(第2期)】第1期同様相手にされておらず、出番が少なくなった。また、ヘルメットのデザインが簡略化されている。幼稚園時代から既にヘルメットを被っており性格も意地悪で、シンが砂場に作った城を壊し、その罪をケンシロウに擦り付けたことがある。
トヨ
声 - 種﨑敦美
【漫画版】バットの母だが、やはり世紀末のノリで会話をするため、呆れられている。
【アニメ版(第2期)】世紀末学園の時計塔の清掃を任されている老婆。火炎放射器やダイナマイトなど物騒なものを所持している。
リュウケン
声 - 神谷明
【DD北斗之拳】おでん屋台「北斗之軒」の店主。そのほか様々な仕事を兼任しており、いろいろな場所に出没する。口癖は「無問題（モウマンタイ）」。
【漫画版】北斗兄弟の父。ケンシロウを溺愛しており、ケンシロウを伝承者に選んだ理由も「末っ子はかわいいから」。三男であるジャギのことは名前すらまともに覚えておらず「ジャニー」と呼び間違えていた。
【アニメ版(第1期)】本名は「キリュウ ケンジロウ」で、北斗兄弟の師父リュウケンとは「そっくりさん」だと言い張っている（真偽は不明）。「リュウケン」という名は学生時代の渾名。三兄弟が二頭身なのに対し、彼だけ比較的原作に近い頭身かつ劇画タッチで描かれている。
リンの父親でコンビニ「リュウリュウケン」の店長。外見に似合わずフランクな口調で話す、ノリの良い性格。座右の銘は「銭は大切」で、劇中で何かと金銭に固執する言動が目立つが、リン曰く「家では普通のパパ」。無類の優柔不断で、北斗神拳伝承者を三兄弟の中から決められないまま散歩に出たきり行方不明になっていたらしいが、コンビニで三兄弟と再会を果たす。
三兄弟のうち1人だけをバイトで雇うつもりであり、三兄弟はその座を廻って争うことになるが、三兄弟が「バイト採用＝北斗神拳伝承者」と深読みした挙げ句に騒動を起こして失敗することが多いため、なかなか採用者を決めず、毎月7円のお駄賃で三兄弟を安く使っている。夜ふかしが苦手で、夜8時までしか起きていられず、しかも寝る時間は回を重ねるごとに早くなっていっているというコンビニ経営者としては致命的な体質。そのため三兄弟が仮採用の店員を勤めるまで、24時間営業を行っていなかった。また「店の経費稼ぎ」と称し、経営そっちのけでパチンコに行くこともしばしばで、大負けして散財した理由を政府や三兄弟のせいにするなど大人気ない。当然三兄弟からはあまり慕われてない。娘のリンにはとことん甘い。
コンビニの前は「龍龍軒」という名で中華料理屋をしていたが、炒飯しか作れない上にそれ程美味くもなかったために流行らなかったとのこと。
声の関係上、原作のケンシロウを意識した演技・演出（怪鳥音を叫ぶ、秘孔「元通り以上」を突かれて微妙に戻りかける、など）が随所で見受けられる。
【アニメ版(第2期)】 リンの父親で「世紀末学園」の学園長。今回は漫画版と同じ二頭身だが、主に第1期に似た劇画タッチなハリボテを着て登場することが多い。ケンシロウ達三兄弟のうち1人を入学させるために無理難題を下す。多額の借金を抱えているが何かしらでお金を隠し持っている場合もある。このハリボテは四千四百億の炬燵式移動宿職室で、中は無限の空間になっており、そこでテレビを見ながら夏はちゃぶ台でビール、冬は炬燵で熱かんを飲んで宿直している。ハゲ部には太陽パネルがあり、そこだけでも四千三百億円かかっているらしい。またハリボテではあるが、汗だくになったり、幽霊への恐怖のあまりにやせ細ったりなど感情豊かであり、頭から「ハゲッタービーム」というビームを出せる。ヤクザから逃げるためにボコボコにされて殺されたような外見の「死んだふりハリボテ」というものもある｡
シン
声 - 置鮎龍太郎
【DD北斗之拳】ホストクラブ「孤鷲（ロンリーイーグル）」のNo.1ホスト。傲岸な態度での接客が目立つが、人気は高い。
【漫画版】ユリアが所属する「サザンクロスプロモーション」の社長で、他にも市民プールやキャンプ場、フィットネスジムなど手広く事業を営んでいる。ユリアに惚れており、財力でもってユリアを己のものにしようと目論んでいる。ケンシロウとよく対立するが、ユリアにはとことん甘い。SPが世紀末な4人組だったり、自身の経営するプールに全裸で現れたりするなどの奇行も見受けられるが、それ以外は他の拳士達に比べ、比較的常識人である。ジュウザがユリアの異母兄であることを知っている。ケンシロウと同じ小学校に通っていた。
【アニメ版(第1期)】スナック「ゆりあ」のオーナーであるほか、「南斗商店街」の総元締め的な存在。中外問わず、平時はほぼ全裸にマント一丁で過ごし、股間には常に白いボカシ(光)が入っている。アニメ版第1期の南斗の拳士達の中では最も出番が多く、いわゆる準レギュラーである。
公園での売店の仕事中にユリアを見かけ、彼女に一目惚れしている。ある夜に行き倒れていたユリアを介抱し、収入のない彼女のためにスナックを開き、ユリアのフィギュア人形製作の内職で生計を立てるなど、原作同様ユリアに一途な愛情を注いでいる。
ほぼシャッター通りと化した北斗商店街で相変わらず営業を続けるリュウリュウケンを潰すために、ハートら4人組と共にあの手この手の様々なセコい嫌がらせを仕掛けるが、最終的には撃退されるのがオチ。ケンシロウに対する個人的な嫌がらせも多いが、ケンシロウのことを惚れる場面がある。水の上を走れるなど妙な特技も持つ。嫌がらせの際によく等身大のユリア人形を利用して三兄弟を騙すが、たまに自分も引っかかってしまう。原作のような古風な口調で話すが、しばしば「バーカバーカ」など幼稚な言葉遣いが出る。各エピソードも終盤になると、ユリア人形とともに自らビルの屋上に向かい、わざわざ墓穴を掘りに行く。
「北斗商店街」を潰し、街全体を「南斗商店街」にするという野望を持っていたが、陰で糸を引いていた質屋のおやじに計画を根こそぎ飲み込まれて愕然。最終話ではハート達と共に三兄弟と協力したが、用心棒ロボットを着せられたユリアにあっさり叩きのめされる。
【アニメ版(第2期)】「世紀末学園」に通う「サザン黒組」の生徒で、本名は「紗斬黒 信（さざんくろ しん）」。第1期同様に全裸マントの姿だが、顔が若干異なる。黒生徒会長になって学園を支配するという野望を持っている。保健室の先生であるユリアのことが好き。ケンシロウに撃退された後、学園内に宮殿を勝手に作ったとしてリュウケンに怒られて強制的に退学させられた。
その後は、もみ組に紛れながら学生証を奪還する機会を窺っていた。リュウケンから学生証を奪い、ユリアも攫って行くが、学生証は三兄弟によって奪い返され、ユリアも人形であり、ユリア人形と共に遠くに吹き飛ばされた。
スペード、ダイヤ、クラブ、ハート
声 - 松本ヨシロウ（第1期）、松山鷹志（第2期）（スペード）、一条和矢（第1期）、高橋伸也（第2期）（ダイヤ）、関智一（第1期）、武田一成（第2期）（クラブ）、矢部雅史（ハート）
【DD北斗之拳】ホストクラブ「孤鷲（ロンリーイーグル）」のホスト。
【漫画版】シンのSP4人衆。バット曰く「どう見ても暴漢の方」。
【アニメ版(第1期)】ハートは読切外伝における「少年時代は美形だった」という設定を反映してか、初登場時は金髪の美青年であり、ギャング団を率いて「リュウリュウケン」で強盗を働くが、三兄弟に撃退された上、ケンシロウに秘孔「豚足」を突かれたことで原作同様「ブタ」のような外見にされた。
スペード、クラブ、ダイヤは3人でカラオケバンド「トランプかよ」を結成しており、楽曲利用料をぼったくるが、ユリアとのデュエットを求めていた三兄弟の怒りを買い撃退される。以来三兄弟を敵視し、4人組で登場することが多くなり、時にシンの手を借りながら、彼らに陰険な嫌がらせをする。
ハートを除き、南斗関係者はみな語尾に「ヒャッハー」を付けて話す。また、スペードは「種モミ」、ダイヤは「棒」にやたら固執している。クラブは両手に鉄爪を付けている。
【アニメ版(第2期)】紗斬黒組のシンの手下達。スペードはもみ組に乗り込んできたが、ケンシロウの「北斗ギャグ裂拳」に敗れ、ゆるキャラとなった。ダイヤは自撮り棒術を、クラブは指に挟んだペンを使うが、共にケンシロウに退けられた。
ハートはブタの「ハートン」として登場。埼玉県の南与野の名物の脂身丼（実際の南与野にはそのような名物はない）を広めるゆるキャラとして都会に出たが、色と欲に溺れて目的を忘れ、落ちぶれていた所でシンと出会い、その部下となった。マイナスオーラパンチでケンシロウを苦しめるが、脂身汁のパワーを吸収したケンシロウの「北斗豚破斬」に敗れ、本来の可愛らしい姿に戻った。ケンシロウに脂身汁を褒められたことで自信を取り戻し、故郷に戻って一からやり直すことを誓った。その後パン屋に転職したらしく、フランスパンを盗んだトキをジャッカルとその部下と一緒に追いかけ回した。スペードは警察官に転職したらしく、トキを他の警官とともに袋叩きにしていた後ハート、ジャッカルと共にトキを引っ張っていた。
レイ
声 - 岸尾だいすけ
【DD北斗之拳】女性に人気のモデル。テレビCMにも多数出演している。アイリのことになると激高するらしい。
【漫画版】アイリを心配しているが、度が過ぎるシスコン。目の下にクマがあるのは妹のアイリのことを考えて夜も眠れないため。不幸（「アイリに嫌われる」「花粉症になる」等）に見舞われると白髪になる。
後にマミヤに想いを寄せるようになるが、デートで原作同様に彼女の衣服を切り裂いてしまい、そのまま逮捕されるなど、全く進展がない。
【アニメ版(第1期)】東京都武蔵野市在住。徹底したイジられキャラになっており、出演した全ての回において酷い目に遭わされている。漫画版と同様のシスコン。
第5話では心配のあまりアイリを尾行していたが、その際の変装がストッキングを頭から被るという怪しげなものであったため、アイリからもストーカーと間違われ、三兄弟に制裁を受けた。この一件以来、素顔で登場するたび「誰?」と言われるため、わざわざストッキングを被って袋叩きにされる、というのがお約束となっている。
第9話ではマミヤに惚れている相手として再登場し、婚約者の座を廻ってケンシロウと対決した。ユダとは「南斗かんとか工業高校」の同級生で、彼から一方的な好意を寄せられていた。マミヤに振られた半年後、勢いでユダと結婚した。
第21話ではうわらば頭公園ボート乗り場で水鳥ボートを押す仕事をしていることが判明。マミヤがガルフと結婚すると聞いて北斗三兄弟を金で釣って利用し、奪還には成功するものの、三兄弟に既婚者であることをバラされ、逆上したマミヤに叩かれて頭が禿げてしまう。その後はナレーション曰く「5年間引きこもりになった」模様。
しかし、第23話で普通に登場。被っているストッキングが伝線したので替えを探そうとした所、風邪をひいて寝込んでいたラオウに絡まれるが、素顔を見せた途端にラオウに吹っ飛ばされた。
【アニメ版(第2期)】本編には登場せず、白髪の姿でエンディングにのみ登場。
アイリ
声 - 佐藤聡美
【DD北斗之拳】大人気の女子高生。劇中では登場しない。
【漫画版】「秀部（ひでぶ）医院」に看護師として働いているレイの妹。作中で数少ない常識人の1人で、兄を慕ってはいるものの、その暴走ぶりには半ば呆れている。常に眼を閉じているが、失明しているわけではない。
【アニメ版(第1期)】リンの友人。失明こそしていないものの極度の近眼で、よく眼鏡をかけている。美人だが、そのせいでストーカーに狙われやすく、北斗三兄弟にストーカー退治を依頼する。
他人の言葉をいちいち復唱して喋り、綺麗に着飾れるという理由だけでキャバクラの仕事に興味を持つなど、性格は漫画版と違ってかなりの天然ボケになっている。
【アニメ版(第2期)】本名は「アイカワ リリコ」。第1期と同様に近眼。声優を志望しており、世紀末学園の隣の「千駄ヶ谷アニメーション学院」に入学しようとしていたが、勘違いから世紀末学園の声優科に入学した。人気アニメ『ATATATA!!タココちゃん』のタココ役のオーディションを受け、ただ一人合格を言い渡されるがそのオーディションは偽物であり、牙大王に攫われた。
マミヤ
声 - 堀江由衣
【漫画版】アベシ署の婦人警官。桜の代紋のついた物騒な凶器を幾つも所持している。正義感は強いが、思い込みだけで勘違いしたまま突っ走る。レイのシスコン騒動の件以来、レイに好意を寄せられるようになり、デートにも誘われたが、お互いかなりズレているため、なかなか進展しない。また、ユダの嫉妬の対象となっている。
【アニメ版(第1期)】コンビニ「リュウリュウケン」に訪れたなんとなくユリアに似ている客で、本名は「マミヤ マミヤ」。若く見えるが、実は厚化粧の50歳。身を固めるために手段と相手を選ばない。ケンシロウと強引に結婚しようと一悶着起こす。ユダに始末されかけた際に化粧が剥がれ、老けた素顔が露出してしまうが、ケンシロウが秘孔「あの日に帰りたい」を突いたことで、一番美しかった25歳頃の姿に（外見のみ）若返り、道行く男たちからプロポーズを受ける。
レイとは南斗なんとか幼稚園の新任教師の時に出会っている。園児同士の抗争に介入した際にレイが一目惚れ、マミヤを庇おうとしたレイは南斗水鳥拳を会得。そんなレイにズキューンとなったらしい。金銭に固執している節があり、道端で求婚したお金持ちガルフと結婚しようとするが、犬扱いするガルフとレイを天秤にかけレイを選ぶ。しかしレイが既婚者だと知り逆上する。
【アニメ版(第2期）】教育実習でやって来た実習生。本名はアニメ第1期と同じで、漢字表記は「間宮 真実矢」。元気のある天真爛漫な明るい性格で｢マミってるー？｣と「マミッチングー」が口癖。汗だくになるたびに服を脱ぎまくり、最終的には原作同様パンツのみの姿になるが、寒いと厚着になる。巨乳でスタイルもかなり良く、美人であるため北斗三兄弟･バット･モブキャラたちを一瞬で虜にした。
コウ
【漫画版】マミヤの弟。本作では成長した姿で一児の父親として登場。原作と同様に人質にされた所をマミヤに見捨てられて斬られるも、オウガイと同じく30針縫う手術で生き延びた過去を持つ。
サウザー
声 - 古賀一史 / 浪川大輔
【DD北斗之拳】「退かぬ!媚びぬ!省みぬ!」を社是に頂点まで上り詰めた「聖帝建設」の社長。KITIJYOJI美術館（別名：聖帝十字陵）の建設計画を企てている。
【漫画版】南斗鳳凰拳の使い手。聖帝十字党を立ち上げ、選挙に打って出るが、落選してしまう。昔、手ひどい失恋をして以来「愛などいらぬ！」と考えるようになった。
【アニメ版(第1期)】東大合格率（色々アレしたら）200%の英語塾「サウザー英語塾」の塾長。やたらと下唇を噛んで英語を発音させるなどして、生徒をこき使っている。外国人だと名乗るが、実は英語は話せず、髪は金髪に染め青いコンタクトレンズをしている。ラオウとは埼玉の小学校の同級生で本名は「みなみ まさお」（渾名は「サウザントまさお」）。塾のテレビCMは東進ハイスクールのパロディ。
自称、“北斗神拳が通用しない体質”で、ケンシロウに攻撃を受けつつも逆に彼の服を切り裂き、全裸にした。しかしニセ外国人であることがバレた後、生徒はシュウに奪い返され、「北斗楔百拳」でケンシロウに塾を文字通り潰され、生徒の母親達を前に「退いて、媚びて、省みた」挙げ句に逃走するが捕まり、袋叩きにされた。
【アニメ版(第2期)】北海道の北斗市のガイド「ザウサー」として、女装した姿で登場。ラオウからは「南与野で英語塾やってたバカに似ている」と言われている。
勝手に建てたピラミッドを名所に仕立て上げ、リュウケンに借金をさせて偽の土産を買わせ、もみ組の生徒を捕えて借金の取り立てを行うが、シュウにピラミッドを壊され、ケンシロウの「北斗契約破棄拳」で倒された。
この他、ユリアが見ていたテレビに「サウザーオールスター」なるバンドが登場している。
オウガイ
【DD北斗之拳】原作と同じく故人で、遺体（即身仏）はサウザーの社長室に安置されている。
【漫画版】南斗鳳凰拳の先代継承者で代議士。サウザーを幼少から後継ぎとして育ててきた。サウザーが被選挙権を得た頃、サウザーと握手の練習中に大怪我を負った。原作では死亡しているが、本作では30針縫う手術で生き延びている。
「汚物は消毒だ〜!!」の男
【漫画版】サウザーの野球チーム「聖帝十字軍」のメンバー「S(ショードク)の男」として登場。サウザーが差し入れた下剤入りドリンクを飲んで脱糞してしまった白鷺レジスタンスのメンバーを「汚物は消毒だ～!」の台詞と共に火炎放射器で消毒した。
【アニメ版(第1期)】トキの回想に登場。筋トレ器具の代金を払わないトキのもとに取り立てに来たが、返り討ちに遭った。
ユダ
声 - 津田健次郎
【DD北斗之拳】ビューティサロン・ユダの経営者。原作と同じくナルシストな上、今作ではオカマになっている。
【漫画版】Flashアニメ版同様、ビューティサロン経営でオカマキャラ。レイの美しさに魂を奪われており、彼の前ではツンデレである。
【アニメ版(第1期)】職業は不明だが、例のごとくオカマキャラとして登場。「南斗かんとか工業高校」からの同級生であるレイに一方的な好意を寄せている。
マミヤに嫉妬し、彼女を崖から落として始末しようとしたが、化粧の剥がれた彼女の素顔を見て発狂してしまい自滅。半年後、レイと結婚したらしい。
ダガール
声 - 高橋伸也
【アニメ版(第2期)】世紀末学園2年もみ組の教室を観察しに来た男。三兄弟の入学課題発表時に現れたため、課題と勘違いした三兄弟に追い出された。
コマク
【漫画版】幼稚園の御芝居「桃太郎」で桃が流れてくる川に毒を流そうとしていたが犬(ケンシロウ)によって妨害された。
シュウ
声 - 高橋広司（第1期）、内藤玲（第2期）
【DD北斗之拳】KITIJYOJI警察の刑事で、通称「泣き刑事のシュウ」。サウザーを「死体隠匿罪」で逮捕した。
【漫画版】白鷲引越しセンターの社長。盲目だが特に生活に不便を感じている様子はなく、車の運転も当たり前のようにこなしている。
目が見えなくなったのは病気によるもので、意味ありげな顔の傷は、捨て猫を抱え上げた時に爪で引っ掻かれた痕。
【アニメ版(第1期)】「シュウ英会話学校」の講師。全寮制東大進学塾を謳い文句にするサウザーの英語塾が出来たせいでダマされた親たちが生徒をそちらに入れた関係で、学校が潰れてしまった。
講師の職を求め、白いスーツを纏った紳士風の外国人に変装し、サウザーに雇ってもらおうとしたが、サウザーが英語が出来ないと知ると再び学校を開くことを決意し、サウザーから生徒を根こそぎ奪い返した。英語は流暢だが、日本語が関西弁になっていた。
漫画版と違い、顔の傷や盲目の理由については不明。
【アニメ版(第2期)】北斗市役所の職員。ザウサーの借金や勝手に建てられたピラミッドに苦しめられており、一人でピラミッドを建てるフリをしながら、石を抜いていた。頂上に石碑を落とし、ピラミッドを壊した。ザウサーを退治したケンシロウを称え、北斗駅前にケンシロウの銅像を建てた。
リュウガ
【漫画版】ユリアの兄。度が過ぎるシスコンその2。ケンシロウとは面識がないが、トキは彼のことを知っていた。事あるごとに陰腹を切ろうとする。
ケンシロウがユリアにふさわしい男かどうかを見極めるため、あの手この手でケンシロウの怒りを誘う。ユリアを罵倒する作戦でケンシロウを本気で怒らせることには成功したが、運悪くケンシロウにこっそり会いに来たユリアの凄まじい怒りを買ってしまい大惨事になった。
ヒューイ、シュレン
声 - 一条和矢（ヒューイ）、関智一（シュレン）
【DD北斗之拳】ヤクザ集団「五車組」の組員。リハクの傍らにいることが多い。
【漫画版】自称・さすらいのアウトドアラー。基本的に誰にも相手にされない。
【アニメ版(第1期)】神奈川県警の刑事。黒スーツにサングラスという風貌で、バット曰く「あぶない感じの刑事」。ヒューイはシュレンのことを「兄貴」と呼ぶ。
フドウ
声 - 小山剛志（第1期）、うえだゆうじ（第2期）
【DD北斗之拳】テレビ番組「おとうさんといっしょ」の出演者。「フドウ・ザ・南斗キャンプ」なるエクササイズを指導している。
【漫画版】幼稚園の先生。原作同様の温厚な性格で、子供達に愛情を注いでいるが、外見や行動、考えがあまりに規格外過ぎる（バット曰く「重い」）ため、愛情がよく空回りする。加えて異様なまでに嫉妬深く、些細な出来事がきっかけで「鬼」時代の姿に立ち戻り暴走するなど、保育士としてはかなり問題のある人格。最終的にはお菓子や玩具で釣って子供たちの心を掴んだ。お遊戯会では女子職員達からはぶられ、ケンシロウ達を助っ人に桃太郎の芝居を披露するも、ユリアに法外な出演料を請求されて固まった。
他の拳士達と同様二頭身であるが、原作に準じてか、かなりの巨体。身体の大きさは場所によってバラつきがあり、どのようにして建物の中に入っているのかは不明。
【アニメ版(第1期)】「南斗なんとか幼稚園」の先生で、本名は「山野 フドウ」。体重568.9kg。基本的なところは漫画版と同様だが、やはり愛情が空回っている。紙芝居では桃太郎を選んだが、色々と内容を端折った上に、鬼を倒すシーンがリアルすぎるため、子供たちを怖がらせてしまっている。結局は漫画版と同じ方法で子供たちの心を掴んでいる。
かつては「鬼」と呼ばれた極道で、元々はボスの命令で「地上げ」目的の嫌がらせで幼稚園を襲撃した際、幼いユリアに毛虫を手に乗せられたことで命の温かさを知り（同時に毛虫アレルギーでじんましんを起こし気絶）、それからは極道から足を洗い幼稚園に就職した。原作同様、ラオウを恐怖させている。
【アニメ版(第2期)】第1期と同じく本名は「山野 フドウ」。世紀末学園2年もみ組の生徒だが、登校拒否状態にあった。学校に馴染めず、ネットにはまって以降引きこもり生活を送っており、会話中にインターネットスラングを多用する。アニメ鑑賞を習慣としており、部屋内には多数のアニメキャラのグッズやフィギュア等がある。
ラオウが避難訓練のプリントを届けに来た際、部屋から転げ落ちてラオウを潰してしまい、胸部に貼りついて剥がれなくなった彼と共同生活を送ることになる。共に生活するうちにラオウとは意気投合するが、ラオウが無理に動こうとした際に衝撃で家が崩れ、発生した流砂に飲み込まれる。リバ子の髪が絡みついて引き上げられて助かり、彼女と互いに恋に落ち、夫婦岩となったという。
リハク
声 - 不明（第1期）、浜田太一（第2期）
【DD北斗之拳】ヤクザ集団「五車組」の組長。蕎麦屋の食い逃げで逃亡するジュウザを追っていた。
【漫画版】原作風のリアルタッチでいきなり登場しては「巨星堕つ（乙）か…」と呟き、そのたびバットから「誰!?」とツッコまれる。娘であるトウの恋路を応援しており、彼女がラオウに振られた際には「ユリア様を亡き者にするしか…」と怒りを露わにした。絵柄は常に使い回しであり、肩から下は描かれていない。
【アニメ版(第1期)】娘のトウが登場した際、ナレーションに紹介される形で少しだけ登場している。
【アニメ版(第2期)】第12話に登場。クイズの司会者だからか、テンション高めで声も大声でおしゃべりな上にクイズの内容が適当で答えが国語の問題と間違い探し以外なかったり（ただし答えもかなり適当）など色々と雑でツッコミどころ満載だったため回答者である北斗三兄弟、バット、リン、リュウケンからツッコミまくられた。
トウ
声 - 釘宮理恵
【漫画版】海のリハクの娘。原作同様ラオウに想いを寄せており、告白するがあっさりと振られてしまう。ショックで自害しようとするが、ナイフではなく黒王号のニンジンだったり、父リハクに止められるなどして思い留まっている。　
【アニメ版(第1期)】海のリハクの娘。丸々太った小柄な女性になっている。見かけによらず動きは素早く、時速81キロで走れる。性格も原作とは異なり、今どきのギャルのようなノリと口調で話しており、「マジ超あべし」「超たわば」「ひでぶ系」「あべし系」など、男性を意味不明な表現でタイプ分けする癖がある。
ラオウに恋したストーカーで、ラオウを拉致し結婚か3ペロを迫るが、拒絶されると「ユリアたい焼き機」という機械でプレスして形だけでもユリアになろうとした。しかしプレス寸前の所で止められ、ラオウに「お前はお前でいろ」と諭されて涙を流す。しかし、その後ラオウはきっちり3ペロされたらしく、黒王号がケンシロウ、バット、トキを連れて駆け付けた頃には、顔中びしょ濡れで失神した状態だった。ラオウはこの一件がトラウマとなり、以後、彼女に苦手意識を抱いている。トウの使う「女子力ハンパない拳」は劇中最強奥義の一つ。
【アニメ版(第2期)】父のリハクのクイズショーの優勝者をラオウであるとしてもらい、北斗市で挙式した。その後は、世紀末学園の一室にてラオウと共に生活している。入学が決定しないラオウに厳しく当たりつつも彼を愛するツンデレ。
ジュウザ
声 - 古賀一史 / 市瀬秀和
【DD北斗之拳】詩人や歌手をしている露天商。実は「五車組」の組員だが、蕎麦屋で食い逃げをしていたため追われていた。
【漫画版】リンの通う高校に赴任してきた新人教師。原作と同じく自由気ままな性格で、遊び人。リンのクラスの副担任を務めるが、生徒に自習をさせて自分はサボってばかりいるため、担当教科は誰も知らない。
隠しごとが出来ない性分で、生徒の非行について問われた時は生徒を庇っているつもりが逆に九分九厘喋ってしまっていることが多い。
【アニメ版(第1期)】ケンシロウと同じようにリンに拾われた男。空に浮かぶ白い雲は好きだが、蜘蛛の方は大の苦手。
実はユリアの腹違いの兄。幼い頃に同じ幼稚園にいたユリアに恋し、結婚の約束までしていたが、父親（原作における叔父）からユリアが異母妹だと聞かされ、それ以来離ればなれになっていた。「リュウリュウケン」のバイト正式採用権をちゃっかり貰おうとしたが、ユリアに牛乳を配達しようとしてケンシロウと対峙し、拳を交えた後、ユリアに対しひたむきなケンシロウの姿を目の当たりにしたことで自ら身を引いた。人当たりの良い性格で、おだてるのも上手。呼び込みやギターの弾き語りなどで人気を集め、店内を大量の女性客で埋め尽くしたことからリュウケンに気に入られていた。
原作を意識した場面や台詞が多く、アニメ版第1期の拳士達の中では、原作との性格のギャップが最も少ない唯一の人物。一方で妙にコミカルな面もある。髪の色は原作や他の「北斗の拳」関連作品と違い、TVアニメ版と兄であるリュウガと同じライトブルー。
Z（ジード）-666
声 - 森嶋秀太
【漫画版】乙組の頭「乙の六六六」として登場。原作第1話と同じくリンを人質に取った。
【アニメ版(第2期)】紗斬黒組の補欠。ケンシロウを連れて走るリンに弾き飛ばされるが、犯人をケンシロウと思い込み、2年もみ組の教室に乗り込む。種もみ先生に暴力を振るったことでケンシロウの怒りに触れ、「北斗残念拳」を受けてゆるキャラになり、逃げているところを紗斬黒組一軍のスペードに弾き飛ばされた。後にフランスパンを盗んだトキを追いかける人物の一人として登場している。
ミスミ
【漫画版】幼稚園の演劇「桃太郎」のおじいさんの役として登場。しかし桃を切る場面では拳王親衛隊の男と交代していた。
大佐（カーネル）
声 - 小山剛志
【アニメ版(第1期)】「赤いベレー帽の最高幹部」を自称する軍人。娼婦の美女に頭から酒をかけられたことに快感を覚えてしまった変態。
リン主催の女子会にいきなり乱入し、リン、マミヤ、アイリに酒の相手をするよう強要するが、トウだけ全く相手にしなかったため、トウの怒りを買い「女子力ハンパない拳」で撃退された。
エンディングテーマにも登場している。
ジャッカル
声 - 浜田太一（第1期）、前田剛（第2期）
【アニメ版(第1期)】「リュウリュウケン」に現れた泥酔客。とにかく水を求めている。
【アニメ版(第2期)】リバ子の兄。とある事情からリバ子の胃袋の中で暮らしているシスコン。第22話では闇組織の男として登場。前にトキに金を騙し取られたらしく、部下とハートンと共にトキを追いかけ回した。
デビルリバース
声 - 茅野愛衣（第2期）
【漫画版】7階建てのビルと同程度の巨体の持ち主。普通に就職し「ピレニィプリズン株式会社」のサラリーマンとして働いている。上司から叱られることも多いが、同僚とは仲良くやっている。
【アニメ版(第1期)】本編には登場せず、オープニングで原作のアニメ版の再現をする程度。白いパンツを穿いていたり、カメラアングルを間違えたりとお茶目なところがある。
【アニメ版(第2期)】キャラ名は「リバ子」。かなりの巨体を持つ「世紀末学園」の女子生徒で、外見と声のギャップが激しい。美形が好きなようで、何かとキスを交わそうとする。ヒゲは嫌い。胃の中には兄のジャッカルが住んでいる。
牙大王
声 - 坂本頼光
【漫画版】牙一族のボス。華山角抵戯を体得し、筋肉を鋼鉄と化す。鋼鉄と化した肉体をムチ打たれるのが趣味。
【アニメ版(第1期)】キャラ名は「キバ父」。キャバクラ・牙の経営者で、子分が3人いる。アイリをフロアレディーとして雇おうと誘拐したが、レイと北斗三兄弟の制裁を受ける。しかし、アイリが綺麗な着飾りができることを理由にキャバクラの仕事に興味を持ったため、結果として目的は達成された。
【アニメ版(第2期)】『ATATATA!!タココちゃん』のタココ役のオーディションの審査を行う音響監督として登場。その正体はオーディションを乗っ取った人攫いで、合格を言い渡したアイリを攫っていった。
アミバ
声 - 関智一
【DD北斗之拳】ワイドショーの1コーナー「今日の秘孔」の担当者。「天才アミバのわが秘孔人生」という本を執筆している。
【漫画版】自らを「天才」と称する自信家。北斗神拳を悪用し霊感商法で大儲けしようとするがトキに邪魔され、そのためにトキを逆恨みしている。ほかにも様々な悪徳商法に手を伸ばしており、時にはジャギとつるんで悪事を働く場面もあるが、大抵は上手くいかずに失敗する。
【アニメ版(第1期)】オレオレ詐欺株式会社の代表取締役。原作や漫画版と違い、トキとの直接的な接点は描かれていない。
スペイン語交じりの胡散臭い口調で喋り、自己紹介はメキシカン風のノリで行う。トキになりすまして言葉巧みにラオウを騙し、大金を毟り取ろうとするが、逆に怒りを買って成敗された。
エンディングテーマにも登場している。
【アニメ版(第2期)】闇医者。トキの名を騙っているが、本人と顔を合わせても特に意識しなかった。
エンディングテーマでは1シーンだけ、トキとすり替わる形で登場している。
ハブ、ギュウキ
アミバの部下。ギュウキはアニメ版第1期にのみ登場。
【漫画版】ハブのみ登場。アミバの霊感商法に手を貸しているが、アミバへの信頼は薄い模様で、後に逃げ出した。
【アニメ版(第1期)】オレオレ詐欺株式会社の社員。ハブはエンディングテーマにも登場する。
ウイグル獄長
【DD北斗之拳】KITIJYOJI警察の署長で、サウザーから聖帝十字陵建設の件で多額の賄賂を貰っていた。
【漫画版】泰山流のムチの使い手で「CLUBカサンドラ」の店長。暴力によって配下の者たちをゴミのように扱う悪党だったが、ムチで叩かれゴミのように扱われる歓びに目覚めてしまっている。
【アニメ版(第1期)】第25話でリンが拾ってきた謎の動物。ウグイスと極楽鳥が恋をしたので「ウイグル獄鳥」と呼ぶ。
コウリュウ
声 - 矢部雅史（第1期）、坂本頼光（第2期）
【アニメ版(第1期)】トキの回想シーンにのみ登場。劇中では「ある人」としか呼ばれていない。かなり訛った口調で話す。原作と違い隠居はしていない。
「世紀末青汁」なる健康食品を売っており、トキに健康に関する様々な助言をしている。
【アニメ版(第2期)】トキの中学時代の恩師。トキに様々なことを教え、彼が商売の道に進むきっかけを作った。後にトキと再会した時は第1期と同様の訛った口調になり「世紀末バンダナ」の購入と闇商売を勧めた。
でかいばばあ
声 - 坂本頼光（第1期）、高橋伸也（第2期）
【アニメ版(第1期)】初の24時間営業を始めた「リュウリュウケン」に現れた強盗。寝ぼけている三兄弟から商品を奪い取ったが、ケンシロウの「北斗腹壊拳」で下痢にされ、トイレにいたラオウを「青二才」呼ばわりし、激怒した彼に吹っ飛ばされた挙げ句、悲惨な目に遭う。
【アニメ版(第2期)】駄菓子屋やスナックの店員として登場。
ガルフ
声 - 坂本頼光
【漫画版】ドラッグストア「メディスンシティー」の店長。モブキャラであり、出番は単行本第3巻のおまけページのみ。バット曰く「ペット用品は充実している」。
【アニメ版(第1期)】本名は「ガルフ ツナヨシ」。犬で一発当て大金持ちになった全国オイヌ様ショップの大社長。
自称「犬好き」で、犬を大量に連れているが、ムチでこき使っているため嫌われている。部下にも犬の格好をさせている。道端で出会ったマミヤに結婚を迫るが、実際は犬として扱おうとしていた。レイによって結婚は阻止され、三兄弟に部下共々撃退され、最後は自分の連れている犬たちに逆襲された。
アイン
声 - 井上和彦
【漫画版】子役である娘をサポートするステージパパ。ケンシロウ達同様に二頭身なので娘よりも身体が小さい。
【アニメ版(第2期)】アイドルであるアスカのマネージャー。漫画版と違って身体（特に頭）が大きい。
アスカ
声 - 三森すずこ
【漫画版】アインの娘で子役。ユリアの相手役を決めるためのオーディションに参加する。世紀末色が強すぎたため落選したものの、ユリアを始めとする会場中の人々の心を掴む程の演技力を発揮した。
【アニメ版(第2期)】リュウケンが好きなアイドル。子供のように見えるが、実年齢は30歳。一人称は「俺」。
レン
声 - 高橋伸也
【漫画版】ユリアが出演している刑事ドラマの出演者。
【アニメ版(第2期)】アインの元部下。アインと同様頭が大きい。ケンシロウの顔のハリボテを被り、ステージ上のアスカに近づく。新たにタレントプロダクションを作り、アスカのマネージャーになろうとしていたが、歌の邪魔をされて怒ったアスカに蹴られた。
ファルコ
【漫画版】元斗皇拳の使い手で、電気屋「元斗電気」の店長。常に光っているのはマントにLEDを付けているため。掃除機の買い替えに来た北斗三兄弟と値引きをめぐってセールストーク交じりに対決するが、ケンシロウにLEDの電源を抜かれて敗北。値引きは成立したもののバトルの余波で他の商品が滅茶苦茶になり、三兄弟に付き添っていたバットがタダ働きをさせられる羽目になった。
シャチ
【漫画版】 フリーの新聞記者。カイオウの不正を暴くため、どこからともなくやって来た。
赤鯱
声 - 矢部雅史
【アニメ版(第2期)】トキの回想に登場。トキが製作した玩具「老害ウォッチ」から現れた老人。
レイア
声 - 古川貴子
【アニメ版(第2期)】世紀末学園の隣の「千駄ヶ谷アニメーション学院」の先生。眼鏡をかけている。世紀末学園の声優科と間違えて入ってきた三兄弟に指導を行う。指導方針は適当。後にオーディションに合格、『ATATATA!!タココちゃん』のタココ役を獲得した。
名も無き修羅
ジュウケイ
声 - 松山鷹志（ジュウケイ）、平野文（ジュウケイ子）
【アニメ版(第2期)】「北斗琉々グループ」の理事長。登場時は男性の姿と声だったが、正体は女性で本名は「ジュウケイ子」。リュウケンの元妻でリンの母親。ヒジキが嫌いで、学校教育に給食は不要と唱えたことでリュウケンと対立し、離婚と世紀末学園の北斗琉々グループ離脱を招いた。リュウケンのハリボテを欲し、グループ管轄の学園への入学採用権を条件にカイオウ、ヒョウ、ハンの三人を世紀末学園に送り込んだ。学園から落下するハリボテを追い、その下敷きになるが、内部でリュウケンと復縁し、姿も若返った。
カイオウ
声 - 前田剛
【漫画版】ラオウ、トキの実兄で、温泉旅館を経営している。顔はラオウにそっくり。性格は原作とほぼ変わらないが、生え際を気にしているらしく「こうたい（交代、後退）」という言葉を聞いただけで非常に怒る。
【アニメ版(第2期)】「羅刹幼稚園附属高等学園」から来た北斗琉々グループの刺客。ラオウの兄。部下をリンとバットに倒され、リンに惚れて結婚を申し込むが断られる。ラオウが結婚していると知りショックを受けるが、その相手であるトウの姿を見て元気を取り戻す。しかし、トウをブスと言ったことで彼女にボコボコにされた。
ヒョウ
声 - 岸尾だいすけ
【漫画版】 ケンシロウの実兄で、カイオウの経営する旅館の副支配人。カイオウとは対照的に友好的な性格だが、「世紀末魔法少女サヤカ」なるフィギュアに愛着を持つなど、アキバ系オタクの一面がある。人柄の良さゆえ、カイオウの策略に騙されやすい。
【アニメ版(第2期)】「大老工業高等専門学園」から来た北斗琉々グループの刺客。ニンニク臭の口臭を「暗琉天破」として放つ。種もみ先生ともみ組先生の種攻撃を受けて部下を倒されるが、彼らを退けハリボテの元に辿り着いた。ケンシロウと戦い一度は退けるが、マスクで口臭対策をされ三兄弟の攻撃に敗れた。
ハン
声 - 矢部雅史
【漫画版】 温泉旅館内にあるカラオケバー「羅将」の経営者。美声の持ち主で歌が上手い。
【アニメ版(第2期)】「百から先学園」から来た北斗琉々グループの刺客。部下共々リバ子とフドウに潰されるものの、標識に従いハリボテの元へと急ぐ。しかしそれはトキによる誘導であり、彼の仕掛けた罠に潰された。
堀江信彦
漫画版にのみ登場。本人は存命だがバットに誰かから連絡が入り、みんなで彼の葬式に参列する。バット曰く「一度も会ったことが無いけど、すごくお世話になった」人物。結果的にケンシロウの秘孔で蘇生した。

### アニメオリジナルキャラクター
ナレーション
声 - ショッカーO野（第1期、第2期最終話）、森嶋秀太（第2期第3話、第19話）
アニメ版第1期及び第2期最終回におけるストーリーテラー。基本的にツッコミに回ることが多く、ほとんどは棒読みのような喋り方をする。声のみで本人は登場しないが、パラレル的なワールドでジュウザの父を画面から追い出す時や、風邪をひいたラオウからレジの上に置いて布団を敷くように指示された時は手だけ出していた。リンとアイリの水着を見て「ご飯3杯はいけちゃうね」と言うなどスケベな一面がある｡
ユリア人形
アニメ版第1期に登場。シン自ら製作したユリア型の人形。内職で製作されるフィギュアサイズと等身大サイズの2種類がある。
等身大サイズは三兄弟を騙すのに使用される他、スナック「ゆりあ」の留守番役として店に置かれている。銃弾を跳ね返し、100人乗せても耐えられるなど、恐ろしいほど頑丈に出来ている。火のついた煙草を持たされていることが多い。ケンシロウとシンの間に度々争奪戦が勃発するのだが、最終的な扱いはかなりひどく、南斗勢をシバくために武器がわりにされたり、走行中の車から投げ出されて頭から火花を出したり、シンと共にビルの屋上から転落して地面に頭から突っ込んでいたりする。
アニメ版第2期では保健室に置かれていた人体模型をユリア人形に改造した物が登場。本人と勘違いしたシンに持ち去られ、彼と共に吹き飛ばされた。
セクシーな店員
声 - 平野文
アニメ版第1期に登場。リュウリュウケンのライバル店｢ドミマート｣の店員。やたら色っぽい。
マミヤ リンゾウ
声 - 神谷明
アニメ版第1期に登場。マミヤの父親。リュウケンのそっくりさん2人目。マミヤ家に婿養子に入ったリュウケンの弟で、頭頂部に毛が一本生えている以外はリュウケンと瓜二つ。婚期を逃して行き遅れた娘を何とか結婚させようと、勘違いで声をかけたケンシロウやレイを強引に婚約者候補にした。
石原リュウ次郎
声 - 神谷明
アニメ版第1期に登場。神奈川県警のボス。リュウケンのそっくりさん3人目。成り行きで横浜の密輸ギャングを撃退したケンシロウに表彰状を贈った。大きなサングラスをしている。
小さいばあさん
声 - 堀江由衣
アニメ版第1期に登場。アミバがラオウを騙すために自作自演で作り上げた架空の人物。手のひらサイズの小柄な老人。架空の人気アイドル「ひでぶ&あべし」の大ファンという設定。
日焼け止めを塗る女
アニメ版第1期に登場。海岸で日焼け止めクリームを塗る女性でトキに日焼け止めクリームを貸した。セクシーな店員同様色っぽい。
無駄に色っぽいお母さん
声 - ひと美
アニメ版第1期に登場。色っぽい主婦で､公園で子供に｢三匹の子豚｣を読み聞かせしていた。
火星人
声 - 福山潤

ボス
声 - 原哲夫（特別出演）
アニメ版第1期に登場。「関東ヒャッハー組」の組長。「南斗なんとか幼稚園」の土地を狙う。フドウも元は彼の部下だった。
頭には『蒼天の拳』の登場人物「田学芳」の鉄のカツラを着用している。モデルは原作者である原哲夫で、声も本人が担当した。
質屋のおやじ
声 - 矢部雅史
アニメ版第1期に登場。劇中では質屋・馬肉屋・大学教授・ボート屋に扮してたびたび登場していた一般人だが、その正体は北斗・南斗商店街の土地全体を買い占めて「オーマイ質や」なる超巨大スーパーの建設を企んでいた大社長。本性を見せるとサングラスに付け替える。
ユリアをも買収し「用心棒ロボット」という甲冑を着せて操り三兄弟とシンを叩きのめすが、ケンシロウ（とリン）の活躍で失敗に終わり、降参もむなしく袋叩きにされた。
用心棒ロボット
おやじがユリアを騙して着せた甲冑式の巨大ロボット。全体のデザインは原作でユリアが着用していた「南斗六聖拳・最後の将」の甲冑に似ている。おやじが持っているレバーによって操作され、KINGメンバーを一網打尽にする戦闘力を秘めているほか、ラオウの対抗策としてトウの顔を模した頭部パーツが内蔵されている。
ケンシロウの連撃でユリア共々爆発しそうになるが、リンが左肩にある電源スイッチを切ったことであっさり機能停止。最後はケンシロウの一撃で粉砕された。
タネもみ先生
声 - 松山鷹志
アニメ版第2期に登場。世紀末学園2年もみ組の担任。ヒマワリの種が大好物。20年間声優指導を行った後に世紀末学園に赴任してきたとのこと。普段は冴えない容姿をしているが、声優の授業になった際には顔や声が濃くなって、他の授業とは異なり授業も本格的なものとなった。種もみのことはよくわかっていないらしい。元となったキャラクターはミスミ。
もみ組の生徒
アニメ版第2期に登場。
ジバイセキニャン
声 - 種﨑敦美、矢部雅史（第12話）
アニメ版第2期に登場。『妖怪ウォッチ』シリーズに登場する妖怪「ジバニャン」のパロディで、名前は自賠責保険とジバニャンを組み合わせたもの。
アベ、ムト
声 - 矢部雅史（アベ）、高橋伸也（ムト）
アニメ版第2期に登場。「ダブルパンツ」のユニット名で活動する音楽屋。原作に登場する拳王親衛隊と似た格好をしている。世紀末学園の校歌の作曲を無料で引き受けるが、歌詞がNGワードばかりだったため採用されなかった。お披露目ライブの代金として5億円を要求しケンシロウとトキを倒すが、ラオウにあっさりと倒された。
ひでりん
声 - 種﨑敦美
アニメ版第2期に登場。フドウの見ていたアニメ『ラブヒデブ』に登場するキャラクター。容姿はヒルカに似ている。フドウは彼女の熱狂的なファンで「ひでりん命」と書かれたハチマキを着用した他、部屋内には時計や抱き枕など多数のグッズがあった。
タココ
アニメ版第2期に登場。昭和30年代に爆発的ヒットを起こし、世代を超えてリメイクし続けたアニメ『ATATATA!!タココちゃん』の主人公。
カミヤマダ キララ
声 - 矢部雅史
アニメ版第2期に登場。『ATATATA!!タココちゃん』のオーディションに参加していたベテラン大御所声優。
音響監督
声 - 高橋伸也
アニメ版第2期に登場。
まげ子
声 - 古田うた
アニメ版第2期に登場。原作においてダイヤに虐げられていた親子の娘がモデル。フランスパンを盗んで彼女の家に逃げ込んできたトキをサンタクロースと思い込んだ。
まげ子の両親
声 - 高橋伸也（父）、八重由希音（母）
アニメ版第2期に登場。父は原作においてダイヤに虐げられていた親子の父親がモデル。母は父と同様の口髭が生えている。まげ子のためにクリスマスケーキを盗み、警察に追われていたが、トキが自ら罪を被ったことでまげ子と共にクリスマスを祝うことができた。

## 書誌情報
- 武論尊・原哲夫（原案） / カジオ（作画） 『DD北斗の拳』 ノース・スターズ・ピクチャーズ〈ゼノンコミックス〉、全8巻
  1. 2011年6月20日発売、ISBN 978-4-19-980022-1
  2. 2012年3月19日発売、ISBN 978-4-19-980072-6
  3. 2013年3月19日発売、ISBN 978-4-19-980139-6
  4. 2013年10月19日発売、ISBN 978-4-19-980169-3
  5. 2014年5月20日発売、ISBN 978-4-19-980210-2
  6. 2015年8月20日発売、ISBN 978-4-19-980288-1
  7. 2015年10月20日発売、ISBN 978-4-19-980302-4
  8. 2016年8月20日発売、ISBN 978-4-19-980362-8

## Flashアニメ
『DD北斗之拳』のタイトルで、2011年1月より関西テレビで放送された短編Flashアニメ作品。全12話。2013年にはDVDがリリースされた。

### キャスト
当初キャストはナレーターの千葉繁以外は未公表となっていた。
- ナレーション・マッスル千葉 - 千葉繁
- ケンシロウ・ジュウザ・サウザー - 古賀一史[5]
- ラオウ - 武虎[6]
- バット・トビーほか - 篁莎耶[7]
- リン - 古都絢[8]

### スタッフ（Flashアニメ）
- 監督 - カジオ
- 脚本 - 梅村真也
- キャラクターデザイン - black-box
- 音楽 - KAZSIN
- 製作 - ノース・スターズ・ピクチャーズ

### 各話リスト（Flashアニメ）
| 話数     | サブタイトル     | 次回予告                                                     |
| -------- | ---------------- | ------------------------------------------------------------ |
| 第壱章   | 北斗之四兄弟     | 合コンでラオウ昇天! 我が生涯に一片の悔い無し!!               |
| 第弐章   | 北斗之合コン     | 天才アミバのTV講座! ラオウ親衛隊が、ひ、ひでぶぅ!!           |
| 第参章   | 今日之秘孔       | ゼネコン社長サウザーの野望! ラオウ、黒王号を奪われるぅ!?     |
| 第四章   | 聖帝之野望       | カリスマ美容師ユダ登場! この世で一番美しいのは、私ぃ!!       |
| 第五章   | ユダ之サロン     | No.1ホストシン超絶技巧（技巧：テク）! ピンドン頂きましたぁ!? |
| 第六章   | ホスト之シン     | フドウ・ザ・南斗キャンプ! 勝ったのは俺たちだ!!               |
| 第七章   | フドウ之キャンプ | 路上詩人ジュウザ現る! 俺は何にも縛られねぇ!!                 |
| 第八章   | 路上之ジュウザ   | クラブ南斗之将（将：ママ）の決意! 私も天に帰りましょう!!     |
| 第九章   | クラブ南斗之ママ | 湯けむり純情篇! 三兄弟銭湯にぃ行く!!                         |
| 第拾章   | 銭湯之三兄弟     | 泣き刑事（デカ）之シュウ! 聖帝建設の黒い噂を暴く!!           |
| 第拾壱章 | 泣き刑事之シュウ | 伝承者争いに散る火花! 兄より優れた弟などいねぇ!!             |
| 第拾弐章 | 北斗之伝承者     | 真・DD北斗之拳の幕がぁ開けるぅ…かぁもよぉ!!                  |

### 放送局（Flashアニメ）
| 放送地域   | 放送局             | 放送期間                             | 放送日時                              | 放送系列       | 備考                                 |
| ---------- | ------------------ | ------------------------------------ | ------------------------------------- | -------------- | ------------------------------------ |
| 近畿広域圏 | 関西テレビ         | 2011年1月11日 - 4月5日               | 火曜 26:35 - 26:40                    | フジテレビ系列 | アニメわ〜く! 第3部                  |
| 日本全域   | キッズステーション | 2012年5月5日 2012年5月12日 - 5月20日 | 土曜 22:38 - 22:50 土曜 22:37 - 22:50 | CS放送         | 傑作選 3話連続放送 2リピート放送あり |
| 日本全域   | TwellV             | 2012年10月3日 - 11月7日              | 水曜 7:15 - 7:30                      | BS放送         | 2話連続放送 リピート放送あり         |

## テレビアニメ
2013年4月より6月まで、テレビ東京、テレビ大阪、テレビ愛知にて放送された。ナレーションはショッカーO野が務める。『北斗』30周年記念企画の1つである。ニコニコチャンネル内でも公式配信されている。
2015年10月から12月までアニメ第2シリーズ『DD北斗の拳2』が放送された（本作と同じく「北斗」系ギャグ作品『北斗の拳 イチゴ味』と共に同じ枠『DD北斗の拳2 イチゴ味+』内で放送）。第1期にあったナレーションは存在せず、一部のキャラの声優が変更された。

### スタッフ
- 原作・漫画「北斗の拳」（武論尊・原哲夫）
- スーパーバイザー - 原哲夫
- 監督・音響監督 - 大地丙太郎
- キャラクターデザイン・総作画監督 - 関根昌之
- 美術監修（第1期）・美術設定（第2期） - 中村隆
- 美術監督 - 根本洋行→中村隆
- 色彩設定 - 中島淑子
- 撮影監督 - 山本耕平、三口達也
- 編集 - 三嶋章紀、高橋貴也（第2期）
- 音楽 - 安部純、武藤星児
- プロデューサー - 宮直樹、稲本幸子（第2期）、宮下幹治（第2期）
- アニメーションプロデューサー - 荒川勇人
- アイデア - 大地丙太郎、春日森春木、まんきゅう
- 企画・製作 - ノース・スターズ・ピクチャーズ

### 主題歌

#### 第1期（主題歌）
深夜アニメとしては珍しく主題歌に歌詞テロップがある。
オープニングテーマ「シフトと時給と、ついでに愛をとりもどせ!!」
作詞 - 中村公晴 / 補作詞・編曲 - 前山田健一 / 作曲 - 山下三智夫 / 歌 - 吉木りさ&ヒャダイン（日本コロムビア）
『愛をとりもどせ!!』の替え歌。映像は「北斗の拳」を含む色々な作品のパロディ。歌詞は公式パロディギャグ作品である本作の内容を強く反映したギャグタッチとなっており、シリアスなイメージがほぼ完全に無くなっている。なお、第1回のみ一部の歌詞が変わっている。
エンディングテーマ「ほくとのけん 言えちゃうかな」
作詞 - 原哲夫 / 補作詞・作曲・編曲 - 前山田健一 / 歌 - 吉木りさ&ヒャダイン（日本コロムビア）

#### 第2期（主題歌）
両者とも「DD北斗の拳2 イチゴ味+」としての曲。
主題歌「世紀末スクールウォーズ」
作詞 - mitsuyuki miyake / 作曲 - mitsuyuki miyake、Hiroto Suzuki / 編曲 - Hiroto Suzuki / 歌 - アルスマグナ
エンディングテーマ「消せない、七つの星」
作詞・作曲 - 石谷光 / 編曲 - 田辺恵二 / 歌 - 放課後プリンセス

### 各話リスト
| 回    | 話数   | サブタイトル                                            | 構成 （脚本） | 絵コンテ            | 演出       | 作画監督                           |       |
| 第1期 | 第1期  | 第1期                                                   | 第1期         | 第1期               | 第1期      | 第1期                              | 第1期 |
| ----- | ------ | ------------------------------------------------------- | ------------- | ------------------- | ---------- | ---------------------------------- | ----- |
| 1     | 第1話  | 世紀末なんてフツーだ ケンシロウ登場!                    | （大野木寛）  | 大地丙太郎          | 大地丙太郎 | 関根昌之                           |       |
| 1     | 第2話  | 歌えケンシロウ 愛をとりもどすために!!                   | （横谷昌宏）  | 大地丙太郎          | 大地丙太郎 | 関根昌之                           |       |
| 2     | 第3話  | ゼニは滅びぬ! 南斗は敵だっひゃー!                       | まんきゅう    | まんきゅう          | 根岸宏樹   | 西岡夕樹                           |       |
| 2     | 第4話  | 眠るな!! 墓標なきコンビニで!!                           | 春日森春木    | 春日森春木          | 根岸宏樹   | 西岡夕樹                           |       |
| 3     | 第5話  | 卑劣! ストーカーには地獄すら生ぬるい!                   | -             | 赤城博昭            | 西野理恵   | 西野理恵                           |       |
| 3     | 第6話  | バナナがない! ケンシロウはじめてのおつかい              | -             | 大地丙太郎          | 内山まな   | 一居一平                           |       |
| 4     | 第7話  | オレオレ!オレだよ! ラオウと小さいばあさん               | まんきゅう    | まんきゅう          | 加藤顕     | 柳田義明                           |       |
| 4     | 第8話  | 健やか!健康人生!! トキさんの場合                        | 春日森春木    | 春日森春木          | 加藤顕     | 吉原幸之助                         |       |
| 5     | 第9話  | 結婚したい女 愛はこんがらがったったー                   | -             | 赤城博昭            | 青柳宏宜   | 古池敏也                           |       |
| 5     | 第10話 | 雲のジュウザだ 三兄弟あぶなし                           | -             | 大地丙太郎          | 青柳宏宜   | 古池敏也                           |       |
| 6     | 第11話 | ホワッチャーネーム!! サウザーの英語塾                   | 春日森春木    | 春日森春木          | 村野佑太   | 西岡夕樹                           |       |
| 6     | 第12話 | ひと夏の拳 波の数だけアタタタタっ!                      | -             | 村野佑太            | 村野佑太   | 関根昌之                           |       |
| 7     | 第13話 | 宿なし救世主! ならば家を建てるまでっ!                   | -             | 久保太郎            | 根岸宏樹   | 柳田義明                           |       |
| 7     | 第14話 | マーズアタタック! あの日のユリアが歌ってた              | -             | 大地丙太郎          | 根岸宏樹   | 西岡夕樹                           |       |
| 8     | 第15話 | ラオウさらわれる ラブストーリーはトウトツに             | まんきゅう    | まんきゅう          | 西野理恵   | 西野理恵                           |       |
| 8     | 第16話 | ジャギ主役! この時を待っていたのだ                      | -             | 赤城博昭            | 青柳宏宜   | 南伸一郎                           |       |
| 9     | 第17話 | ユリアを取り戻せっ! ケンシロウ対シン対横浜ギャング 前編 | -             | 大地丙太郎          | 加藤顕     | 吉原幸之助                         |       |
| 9     | 第18話 | ユリアを取り戻せっ! ケンシロウ対シン対横浜観光 後編     | -             | 大地丙太郎          | 加藤顕     | 柳田義明 吉原幸之助                |       |
| 10    | 第19話 | 動かざることヤマのごとし フドウ動く!                    | -             | 村野佑太            | 青柳宏宜   | 古池敏也                           |       |
| 10    | 第20話 | 女子会とは何か! おまえたちに問うてみたい                | 春日森春木    | 春日森春木          | 青柳宏宜   | 穐本ゆかり 大塚隆司                |       |
| 11    | 第21話 | ヨロレイヨロレイ! レイよ愛をとりもどせ                  | -             | 赤城博昭            | 村野佑太   | 吉原幸之助                         |       |
| 11    | 第22話 | その時は来た! ケンシロウvsラオウ しびれる決戦!          | -             | 村野佑太            | 村野佑太   | 西岡夕樹                           |       |
| 12    | 第23話 | ラオウ 風邪をひく!                                      | 春日森春木    | 春日森春木          | 根岸宏樹   | 南伸一郎 古池敏也                  |       |
| 12    | 第24話 | ケンシロウ 酔っぱらう!                                  | まんきゅう    | まんきゅう          | 根岸宏樹   | 柳田義明                           |       |
| 13    | 第25話 | 死闘! 南斗対北斗!                                       | -             | 大地丙太郎 村野佑太 | 加藤顕     | 西岡夕樹                           |       |
| 13    | 第26話 | 最後のたたかい ケンシロウvsユリア!?                     | -             | 大地丙太郎 村野佑太 | 加藤顕     | 関根昌之                           |       |
| 第2期 |        |                                                         |               |                     |            |                                    |       |
| 1     | 第1話  | ちーさい世紀末見ーつけた                                | -             | 大地丙太郎          | 原英和     | 関根昌之                           |       |
| 1     | 第2話  | 悪党とそのおともだち                                    | -             | 春日森春木          | 原英和     | 関根昌之                           |       |
| 2     | 第3話  | だんごはなくとも3兄弟                                   | -             | 大地丙太郎          | 古賀一臣   | 谷津美弥子                         |       |
| 2     | 第4話  | 時計台のエレベーター                                    | -             | 春日森春木          | 古賀一臣   | 谷津美弥子                         |       |
| 3     | 第5話  | そうだ 保健室に行こう                                   | -             | 大地丙太郎          | 本間修     | ファンソンウォン                   |       |
| 3     | 第6話  | マジでチャリでデス道路                                  | -             | 春日森春木          | 本間修     | 古池敏也 川島朋子                  |       |
| 4     | 第7話  | 学校のカイダンのカイダン                                | -             | 大地丙太郎          | 中田誠     | KIM EUN HA                         |       |
| 4     | 第8話  | ヤムヤムヤミー トキさんとうまい話                       | -             | 春日森春木          | 中田誠     | IM DO YEON                         |       |
| 5     | 第9話  | なにはなくともピラミッド                                | -             | 西田章二            | 根岸宏樹   | 西岡夕樹                           |       |
| 5     | 第10話 | こうかフコーカコーカな校歌                              | -             | 大地丙太郎          | 根岸宏樹   | 西岡夕樹                           |       |
| 6     | 第11話 | 神回                                                    | -             | 春日森春木          | 古賀一臣   | 谷津美弥子                         |       |
| 6     | 第12話 | ひでぶなクイズでおシアワセ                              | -             | 大地丙太郎          | 古賀一臣   | 谷津美弥子                         |       |
| 7     | 第13話 | トウのかぞえ歌                                          | -             | -                   | -          | -                                  |       |
| 7     | 第14話 | チャーハンピーマン話もピーマン                          | -             | 大地丙太郎          | 本間修     | 古池敏也 川島朋子 ファンソンウォン |       |
| 8     | 第15話 | リュウケン殺人事ケン                                    | -             | 春日森春木          | 中田誠     | KIM EUN HA PARK JONG JUN           |       |
| 8     | 第16話 | おれがあいつであいつはダレだ                            | -             | 大地丙太郎          | 中田誠     | IM DO YEON                         |       |
| 9     | 第17話 | アイドルアイドらアイドれば                              | -             | 大地丙太郎          | 根岸宏樹   | 西岡夕樹                           |       |
| 9     | 第18話 | アニメDD版モモタローだよ                                | -             | 大島りえ            | 根岸宏樹   | 西岡夕樹                           |       |
| 10    | 第19話 | これが声優なのか?                                       | -             | 春日森春木          | 古賀一臣   | 谷津美弥子                         |       |
| 10    | 第20話 | まみれ青春!                                             | -             | 大地丙太郎          | 古賀一臣   | 谷津美弥子                         |       |
| 11    | 第21話 | 兄弟宇宙                                                | -             | 春日森春木          | 原英和     | 西岡夕樹                           |       |
| 11    | 第22話 | クリスマスキャロルは突然に                              | -             | 大島りえ 大地丙太郎 | 中田誠     | Kang jung Sil                      |       |
| 12    | 第23話 | ハリボテ頂上作戦                                        | -             | 大地丙太郎          | 根岸宏樹   | 西岡夕樹                           |       |
| 12    | 第24話 | ハリボテよ永遠に                                        | -             | 大地丙太郎          | 根岸宏樹   | 関根昌之                           |       |

### 放送局
| 放送期間                                      | 放送時間                              | 放送局     | 対象地域   | 備考                      |
| --------------------------------------------- | ------------------------------------- | ---------- | ---------- | ------------------------- |
| 2013年4月3日 - 6月26日                        | 水曜 1:40 - 2:10（火曜深夜）          | テレビ東京 | 関東広域圏 |                           |
| 2013年4月4日 - 6月27日                        | 木曜 2:35 - 3:05（水曜深夜）          | テレビ愛知 | 愛知県     |                           |
| 2013年4月6日 - 6月29日                        | 土曜 2:10 - 2:40（水曜深夜）          | テレビ大阪 | 大阪府     |                           |
| 2013年4月18日 - 7月11日                       | 木曜 23:00 - 23:30                    | AT-X       | 日本全域   | CS放送 / リピート放送あり |
| 2016年1月11日 - 3月14日 2016年4月4日・4月11日 | 月曜 15:25 - 15:55 月曜 15:00 - 15:55 | 山形テレビ | 山形県     |                           |

| 放送期間              | 放送時間        | 配信サイト         | 備考                          |
| --------------------- | --------------- | ------------------ | ----------------------------- |
| 2013年4月8日 - 7月1日 | 月曜 12:00 更新 | ニコニコチャンネル | 第1話無料、第2話以降1週間無料 |
|                       |                 | バンダイチャンネル | 第1話無料、第2話以降1週間無料 |

| 放送期間                 | 放送時間                     | 放送局             | 対象地域   | 備考                      |
| ------------------------ | ---------------------------- | ------------------ | ---------- | ------------------------- |
| 2015年10月7日 - 12月23日 | 水曜 1:35 - 2:05（火曜深夜） | テレビ東京         | 関東広域圏 |                           |
|                          |                              | テレビ大阪         | 大阪府     |                           |
| 2015年10月9日 - 12月25日 | 金曜 2:05 - 2:35（木曜深夜） | テレビ愛知         | 愛知県     |                           |
| 2015年10月15日 -         | 木曜 2:00 - 2:30（水曜深夜） | 岩手めんこいテレビ | 岩手県     | / 第1期は未放送           |
| 2015年10月18日 -         | 日曜 1:30 - 2:00（土曜深夜） | AT-X               | 日本全域   | CS放送 / リピート放送あり |

| 放送期間 | 放送時間        | 配信サイト         | 備考                          |
| -------- | --------------- | ------------------ | ----------------------------- |
| 2015年 - | 月曜 0：00 更新 | ニコニコチャンネル | 第1話無料、第2話以降1週間無料 |
|          |                 | バンダイチャンネル | 第1話無料、第2話以降1週間無料 |

### DVD

#### 第1期 (DVD)
2013年6月28日 - 9月27日発売。発売元：ノース・スターズ・ピクチャーズ、販売元：TCエンタテインメント。
| 巻 | 発売日        | 収録話          | 規格品番  |
| -- | ------------- | --------------- | --------- |
| 1  | 2013年6月28日 | 第1話 - 第6話   | TCED-1830 |
| 2  | 2013年7月26日 | 第7話 - 第12話  | TCED-1831 |
| 3  | 2013年8月28日 | 第13話 - 第18話 | TCED-1832 |
| 4  | 2013年9月27日 | 第19話 - 第26話 | TCED-1833 |

#### 第2期 (DVD)
DVD-BOXがTCエンタテインメントより2016年3月25日発売。

## パチンコ
本作は、本家「CR北斗の拳シリーズ」を販売しているサミーではなく、テレビアニメのスポンサーであった高尾から2016年8月に発売された。